# Ghouls 'n Ghosts
Ghouls 'n Ghosts (大魔界村, Dai Makaimura) est un jeu vidéo de plates-formes développé et édité par Capcom, sorti en 1988 sur système d'arcade CP System. Il a été adapté sur de nombreux supports. Ghouls 'n Ghosts est la suite de Ghosts 'n Goblins,.

## Synopsis
Trois ans après les évènements de Ghosts 'n Goblins, le monde est à nouveau attaqué par les démons. Guenièvre, la fiancée d'Arthur le chevalier, est tuée sous ses yeux par Lucifer en personne. Arthur est donc forcé de parcourir le royaume infesté de créatures maléfiques pour sauver l'âme de sa bien-aimée.

## Système de jeu
Le système de jeu reste sensiblement le même que l'opus précédent : Arthur, le personnage principal, parcourt plusieurs niveaux de plate-forme, où se dresseront de nombreux ennemis occultes tel que des démons, des zombies ou encore des dragons. Le joueur est en armure à la base, et la perd s'il se fait toucher par une attaque ; maintenant en caleçon, Arthur ne devra plus se faire toucher sous peine de perdre une vie. Il pourra néanmoins recouvrer son armure dans des coffres apparaissant sur les niveaux. Ces coffres peuvent contenir des armes (parmi la lance, les dagues, l'épée, la hache, le disque de jet et le sort de glace), une armure d'argent ou d'or qui permet de lancer une super-attaque en fonction de l'arme portée, ou un sorcier transformant le héros en canard ou en vieillard, en fonction de sa possession ou non d'une armure (le vieillard pouvant quand même attaquer, pour ne pas trop pénaliser le joueur). Les ennemis une fois morts lâchent soit des statuettes donnant un bonus de points soit des armes comme dans les coffres. Le jeu est assez dur (tout comme les autres opus de la série) et se révèle un vrai défi même pour les joueurs aguerris.

## Exploitation
Le jeu d'arcade est sorti en décembre 1988. Il a été adapté en 1989 en arcade sur Mega-Tech, sur les consoles Master System et Mega Drive et les ordinateurs personnels Amiga, Atari ST, Commodore 64, Amstrad CPC, ZX Spectrum. Le jeu est sorti en 1990 sur PC-Engine SuperGrafX, et en 1994 sur Sharp X68000. Une version PlayStation (Capcom Generation 2, Capcom Generations: Chronicles of Arthur) et Saturn sort en 1998 (Capcom Generation 2). En 2005, il est à nouveau porté sur PlayStation 2 et Xbox (Capcom Classics Collection), puis sur PlayStation Portable en 2006 (Capcom Classics Collection Reloaded)

## Accueil
Le jeu est l'une des entrées de l'ouvrage Les 1001 jeux vidéo auxquels il faut avoir joué dans sa vie.